# 小林香 (政治家)
小林 香（こばやし かおる、男性、1959年3月24日 - ）は、日本の政治家、元環境官僚、元税関職員。元福島県福島市長（1期）。

## 来歴
福島県伊達市出身。福島県立福島高等学校、中央大学法学部法律学科卒業。1988年（昭和63年）大蔵省に入省。関税局輸出課に配属される。1995年（平成7年）サセックス大学大学院修士課程修了（国際関係論）、1997年（平成9年）名古屋税関清水税関支署焼津出張所長、1999年（平成11年）大蔵省国際金融局開発政策課課長補佐、2002年（平成14年）、環境省に出向、地球環境局環境保全対策課環境協力室室長補佐に就任。2003年（平成15年）、環境省総合環境政策局環境計画課課長補佐、2007年（平成19年）環境省地球環境局総務課課長補佐兼同課G8環境大臣会合等準備室室長代理、2008年（平成20年）環境省地球環境局環境保全対策課環境協力室長、2009年（平成21年）環境省東北地方環境事務所長、2011年（平成23年）、独立行政法人環境再生保全機構の石綿健康被害救済部部長に就任。2013年（平成25年）環境省大臣官房付、同年7月環境省を退職。
2013年（平成25年）11月17日に行われた福島市長選挙に無所属で出馬。現職の瀬戸孝則（無所属、自民党・公明党・社民党推薦）、新人の山田裕（日本共産党）ら2候補を破り、初当選。同年12月8日に就任した。
※当日有権者数：231,791人 最終投票率：49.10%（前回比：+10.92pts）
| 候補者名 | 年齢 | 所属党派   | 新旧別 | 得票数   | 得票率 | 推薦・支持             |
| -------- | ---- | ---------- | ------ | -------- | ------ | ---------------------- |
| 小林香   | 54   | 無所属     | 新     | 72,441票 | 64.16% |                        |
| 瀬戸孝則 | 66   | 無所属     | 現     | 32,851票 | 29.09% | 推薦：自民、公明、社民 |
| 山田裕   | 58   | 日本共産党 | 新     | 7,620票  | 6.75%  |                        |

出典：
2017年（平成29年）11月19日に行われた福島市長選挙で再選を目指すも、前復興庁福島復興局長の元総務官僚木幡浩（無所属）に1万票以上の差をつけられて敗れた。
※当日有権者数：236,823人 最終投票率：47.92%（前回比：-1.18pts）
| 候補者名 | 年齢 | 所属党派 | 新旧別 | 得票数   | 得票率 | 推薦・支持 |
| -------- | ---- | -------- | ------ | -------- | ------ | ---------- |
| 木幡浩   | 57   | 無所属   | 新     | 45,372票 | 40.31% |            |
| 小林香   | 58   | 無所属   | 現     | 34,503票 | 30.65% |            |
| 桜田葉子 | 60   | 無所属   | 新     | 30,834票 | 27.39% |            |
| 法井太閤 | 72   | 無所属   | 新     | 1,858票  | 1.65%  |            |

出典：
2022年1月30日に行われた伊達市長選挙へ立候補したが、現職の須田博行に敗れ落選した。
※当日有権者数：50,309人 最終投票率：53.1%（前回比：-1.02pts）
| 候補者名 | 年齢 | 所属党派 | 新旧別 | 得票数   | 得票率 | 推薦・支持 |
| -------- | ---- | -------- | ------ | -------- | ------ | ---------- |
| 須田博行 | 63   | 無所属   | 現     | 16,743票 | 63.23% |            |
| 小林香   | 62   | 無所属   | 新     | 9,737票  | 36.77% |            |

## 人物
- 2016年4月21日、会費1口5千円の政治資金パーティー「小林かおる福島市長 市政報告並びに励ます会」を開催。開催に先立ち、後援会は通常の入場券とは別に、来賓向けの案内状と入場券を作成。案内状は会費「5000円」の部分を二重線で消し「御招待」と記載した。来賓向けの案内状と入場券は、地元の国会議員や首長、地区代表の市民ら約100人に配られた。このうち、当日、会場に来たのは37人。27人については受付などで会費を徴収した記録があったが、残る10人は入場した記録のみであった。結果、10人については公職選挙法違反（寄付の禁止）の恐れがあることが全国紙で報じられた。小林は「招待だとしても会費を持ってこられるのが常識だと思っている」と釈明した[11]。
- 趣味は合唱。1990年から1994年まで東京都府中市の府中合唱連盟会長を務めた[3]。
- 市長在任中は、福島出身の作曲家・古関裕而を主人公にした連続テレビ小説製作を求める運動を行い、2017年（平成29年）には、テレビドラマプロデューサーの菅康弘NHK理事と面会し、15万件を超えた署名及び要望書を手渡した[12]。